# Hero (grekisk mytologi)

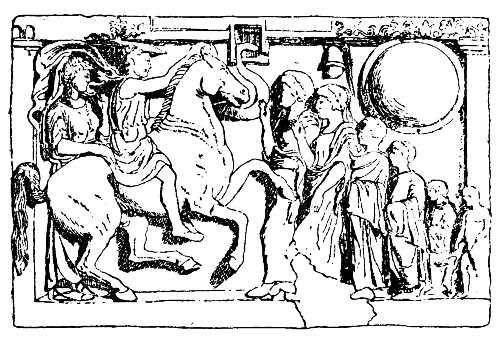
Dyrkan av en Hero, framställd i en votivrelief från Cumae på 400-talet f.Kr.

En hero var i grekisk mytologi ett namn för "halvgud". En hero kunde exempelvis vara den vars ena förälder var gud, och andra förälder var människa. En hero var alltså enligt den grekiska mytologin en hjälte med övermänskliga egenskaper; bland de mest kända kan nämnas Herakles (lat. Hercules), som var son till Zeus och den mykenska drottningen Alkmene.
Homeros kallade konungar, furstar och deras ättlingar för heroer, men även alla män som utmärkte sig genom överlägsen styrka, mod, insikt eller duglighet. Dessa heroer, även om de till viss del härstammande från gudarna, framställdes för övrigt som dödliga människor. Hesiodos betraktade hjältarna som halvgudar först från det trojanska krigets tidsålder, där de efter döden, skilda från andra människor, levde ett oförgängligt liv på de saligas öar.
Hos den historiska tidens greker betraktades heroerna fortfarande som en mellanlänk mellan gudar och människor och de hedrades med egna helgedomar och särskild dyrkan. Många av dem betraktades som gudarnas söner, men även människor, som under sitt liv gjort sig särskilt förtjänta (till exempel genom att anlägga städer, stifta samhällsskick eller störta tyranner), upphöjdes efter döden till heroer. Å andra sidan fanns även exempel på, att egentliga gudar sjunkit i rang till halvgudar eller heroer.
Många heroer hade för vissa orter eller samfund en särskild betydelse som ett slags skyddshelgon. De var i sådana fall ofta uppdiktade för att tjäna som föremål för den gemensamma dyrkan, som enligt grekisk sed annars var otänkbart på den tiden.
Inom varje släkt dyrkades de hädangångna förfäderna som heroer, och deras dyrkan med tillhörande offer, vilka förrättades vid de dödas gravar, utgjorde det starkaste bandet mellan släktens medlemmar. Till skillnad från de egentliga gudarna betraktades heroerna allmänt som att de tillhörde det underjordiska dödsriket (Hades), och de hemburna offren hade därför karaktären av grav- eller dödsoffer.